# Gbérédou/Hamana
La région de Gberedou/Hamana en Guinée se situe à environ 50 km au nord-est de Kouroussa et à 40 km au sud-ouest de Kankan. La région revêt une importance spirituelle exceptionnelle car elle abrite un milieu religieux mandingue traditionnel. De plus, elle abrite un style architectural unique de structures résidentielles.

## Description
Baro, Koumana et Balato sont les trois principaux villages de la région, mais les bassins sacrés sont également des éléments importants du paysage culturel où chaque année se célèbre de grandes cérémonies.

## Statut
le 29 mars 2001, la liste indicative du patrimoine mondial de l'UNESCO enregistre ce site dans la catégorie Culturelle.